# چشم خروس یکساله
چشم خروس یکساله (انگلیسی: Adonis annua) نام یک گونه از سرده چشم خروس است.